# Bajung
Bajung (en népalais : बाजुङ) est un comité de développement villageois du Népal situé dans le district de Parbat. Au recensement de 2011, il comptait 4 228 habitants.